# توم غاريت (سياسي)
توم غاريت (بالإنجليزية: Thomas Garrett, Jr.)‏ هو سياسي أمريكي، ولد في 27 مارس 1972 في أتلانتا في الولايات المتحدة. حزبياً، نشط في الحزب الجمهوري.

## مناصب
- في انتخابات مجلس النواب الأمريكي 2016، انتخب عضو مجلس النواب الأمريكي عن دائرة Virginia's 5th congressional district [الإنجليزية]‏ وقد انضم خلال فترته النيابية [الإنجليزية]‏ (3 يناير 2017 – 3 يناير 2019)  للكتلة البرلمانية الحزب الجمهوري.
- انتخب عضو مجلس ولاية فرجينيا (2012 – 2016).
- انتخب Commonwealth's attorney [الإنجليزية]‏ (2008 – 2012).
- انتخب عضو مجلس النواب الأمريكي.

## وصلات خارجية
- الموقع الرسمي